# Luther Badger

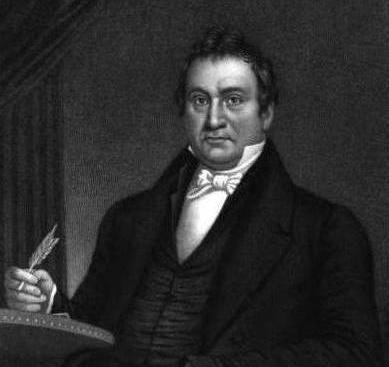
Luther Badger

Luther Badger (* 10. April 1785 in Partridgefield, Massachusetts; † 30. Oktober 1868 in Jordan, New York) war ein US-amerikanischer Jurist und Politiker. Zwischen 1825 und 1827 vertrat er den Bundesstaat New York im US-Repräsentantenhaus.

## Werdegang
Luther Badger wurde ungefähr zwei Jahre nach dem Ende des Unabhängigkeitskrieges im Berkshire County geboren. 1786 zog er mit seinem Vater nach New York. Dort besuchte er 1807 das Hamilton College. Er studierte Jura. Nach dem Erhalt seiner Zulassung 1812 begann er in Jamesville im Onondaga County zu praktizieren. Die Folgejahre waren vom Britisch-Amerikanischen Krieg überschattet. Zwischen 1819 und 1827 diente er als Judge Advocate in der 27. Brigade der New York Militia.
Als Folge einer Zersplitterung der Demokratisch-Republikanischen Partei vor und während der Präsidentschaft von John Quincy Adams (1825–1829) schloss er sich der Adams-Fraktion an. Bei den Kongresswahlen des Jahres 1824 für den 19. Kongress wurde Badger im 23. Wahlbezirk von New York in das US-Repräsentantenhaus in Washington, D.C. gewählt, wo er am 4. März 1825 die Nachfolge von Elisha Litchfield antrat. Er schied nach dem 3. März 1827 aus dem Kongress aus.
Nach seiner Kongresszeit nahm er wieder seine Tätigkeit als Anwalt auf. Er zog 1832 in das Broome County. Zwischen 1833 und 1847 war er als Prüfer am New York Court of Chancery tätig. Während dieser Zeit ernannte man ihn 1840 zum Kommissar für US-Anleihen – ein Posten, den er bis 1843 innehatte. Ferner brach 1846 der Mexikanisch-Amerikanische Krieg aus. Er wurde zum District Attorney des Broome County gewählt und bekleidete den Posten vom 5. Juli 1847 bis zu seinem Rücktritt im November 1849. Danach ging er in Jordan seiner Tätigkeit als Anwalt nach. Er verstarb dort ungefähr vier Jahre nach dem Ende des Bürgerkrieges. Sein Leichnam wurde dann auf dem Jordan Cemetery beigesetzt.